# Gistro amarillo
Gistro amarillo è un singolo dei cantanti portoricani Ozuna e Wisin, pubblicato il 24 luglio 2020, su etichetta discografica Sony Music Latina.

## Tracce
1. Ozuna, Wisin – Gistro Amarillo – 3:50